# Osphronemus
Osphronemus is een geslacht van straalvinnige vissen uit de familie van de echte goerami's (Osphronemidae).

## Soorten
- Osphronemus exodon Roberts, 1994
- Osphronemus goramy Lacépède, 1801 – Goerami
- Osphronemus laticlavius Roberts, 1992
- Osphronemus septemfasciatus Roberts, 1992